# Campeonato Sudamericano Femenino Sub-20 de 2012
El Campeonato Sudamericano Femenino Sub-20 de 2012 fue la 5.ª edición de este torneo. El certamen se llevó a cabo en Brasil entre el 20 de enero y el 5 de febrero de 2012, en la ciudad de Curitiba, entre las selecciones nacionales femeninas sub-20 de todos los países cuyas federaciones están afiliadas a la Conmebol. Además, las selecciones sudamericanas que obtengan los primeros dos lugares conseguirán la clasificación a la Copa Mundial Femenina de Fútbol Sub-20 de 2012, a disputarse en Japón debido a que la sede original Uzbekistán fue sancionada debido a incumplimiento.

## Árbitras
La lista de árbitras y asistentes es la siguiente:
| - Salomé Di Iorio (árbitra) - Mariana de Almeida (árbitra asistente) - Shirley Cornejo (árbitra) - Marina Quiroga (árbitra asistente) - Moura Regildenia Holanda (árbitra) | - Tatiana Freitas (árbitra asistente) - María Belén Carvajal (árbitra) - Loreto Andrea Toloza (árbitra asistente) - Viviana Muñoz (árbitra) - Luzmila González (árbitra asistente) | - Betty Paulina Tobar (árbitra) - Ruth Silva (árbitra asistente) - Zulma Quiñonez (árbitra) - Laura Miranda (árbitra asistente) - Silvia Reyes (árbitra) | - Patricia Pérez (árbitra asistente) - María Alejandra Trucidos (árbitra) - Mariana Corbo (árbitra asistente) - Yercinia Correa (árbitra) - Isley Delgado (árbitra) |

## Resultados

### Grupo A
| Equipo   | Pts | PJ | PG | PE | PP | GF | GC | Dif |
| -------- | --- | -- | -- | -- | -- | -- | -- | --- |
| Brasil   | 12  | 4  | 4  | 0  | 0  | 17 | 1  | +16 |
| Paraguay | 7   | 4  | 2  | 1  | 1  | 6  | 3  | +3  |
| Uruguay  | 6   | 4  | 2  | 0  | 2  | 5  | 12 | -7  |
| Bolivia  | 2   | 4  | 0  | 2  | 2  | 2  | 4  | -2  |
| Perú     | 1   | 4  | 0  | 1  | 3  | 1  | 11 | -10 |

| 20 de enero de 2012, 18:00 | Uruguay                                 | 2:1 | Perú               | Estadio Durival de Britto e Silva, Curitiba |  |
|                            | Triana Martirena 16' · Mariana Pion 81' |     | Maribel Ugarte 46' |                                             |  |

| 20 de enero de 2012, 20:10 | Brasil         | 2:0 | Paraguay | Estadio Durival de Britto e Silva, Curitiba |                                         |
|                            | Thais 12', 56' |     |          | Árbitro(s): Salomé Di Iorio (Argentina)     | Árbitro(s): Salomé Di Iorio (Argentina) |

| 22 de enero de 2012, 16:00 | Paraguay                                       | 3:1 | Uruguay                   | Estadio Durival de Britto e Silva, Curitiba |  |
|                            | Noelia Cuevas 12', 20' (pen.) · Fany Gauto 89' |     | Carolina Birizamberri 46' |                                             |  |

| 22 de enero de 2012, 18:10 | Bolivia | 0:0 | Perú | Estadio Durival de Britto e Silva, Curitiba |  |

| 24 de enero de 2012, 18:00 | Uruguay                                      | 2:1 | Bolivia           | Estadio Germano Kruger, Ponta Grossa    |                                         |
|                            | Carolina Birizamberri 68' · Giovanna Yun 75' |     | Diana Zenteno 86' | Árbitro(s): Yercinia Correa (Venezuela) | Árbitro(s): Yercinia Correa (Venezuela) |

| 24 de enero de 2012, 20:10 | Perú | 0:6 | Brasil                                                              | Estadio Germano Kruger, Ponta Grossa     |                                          |
|                            |      |     | Glaucia 12', 62' · Thais 50' (pen.) · Ketlen 67', 72' · Beatriz 85' | Árbitro(s): Maria Belén Carvajal (Chile) | Árbitro(s): Maria Belén Carvajal (Chile) |

| 26 de enero de 2012, 18:00 | Paraguay | 0:0 | Bolivia | Estadio Durival de Britto e Silva, Curitiba |  |

| 26 de enero de 2012, 20:10 | Brasil                                                                      | 7:0 | Uruguay | Estadio Durival de Britto e Silva, Curitiba |                                      |
|                            | Beatriz 10', 74' · Andressa 35' · Ketlen 48', 62' · Glaucia 52' · Paula 80' |     |         | Árbitro(s): Viviana Muñoz (Colombia)        | Árbitro(s): Viviana Muñoz (Colombia) |

| 28 de enero de 2012, 16:00 | Perú | 0:3 | Paraguay                                    | Estadio Gigante Do Itiberê, Paranaguá   |                                         |
|                            |      |     | Ana Fleitas 30' · Deysi Leguizamón 37', 43' | Árbitro(s): Yercinia Correa (Venezuela) | Árbitro(s): Yercinia Correa (Venezuela) |

| 28 de enero de 2012, 18:10 | Bolivia            | 1:2 | Brasil          | Estadio Gigante Do Itiberê, Paranaguá |                                   |
|                            | Claudia Flores 12' |     | Ketlen 33', 36' | Árbitro(s): Betty Tobar (Ecuador)     | Árbitro(s): Betty Tobar (Ecuador) |

### Grupo B
| Equipo    | Pts | PJ | PG | PE | PP | GF | GC | Dif |
| --------- | --- | -- | -- | -- | -- | -- | -- | --- |
| Argentina | 9   | 4  | 3  | 0  | 1  | 10 | 6  | +4  |
| Colombia  | 9   | 4  | 3  | 0  | 1  | 4  | 1  | +3  |
| Chile     | 6   | 4  | 2  | 0  | 2  | 9  | 5  | +4  |
| Ecuador   | 3   | 4  | 1  | 0  | 3  | 6  | 11 | -5  |
| Venezuela | 3   | 4  | 1  | 0  | 3  | 4  | 10 | -6  |

| 21 de enero de 2012, 16:00 | Ecuador                                                 | 3:2 | Venezuela                             | Estadio Gigante Do Itiberê, Paranaguá |  |
|                            | Daysi Tipan 44' · Ligia Moreira 57' · Adriana Barré 70' |     | Oriana Altuve 4' · Isaura Garrido 11' |                                       |  |

| 21 de enero de 2012, 18:10 | Argentina | 0:1 | Colombia           | Estadio Gigante Do Itiberê, Paranaguá |  |
|                            |           |     | Juliana Sierra 83' |                                       |  |

| 23 de enero de 2012, 16:00 | Colombia                               | 2:0 | Ecuador | Estadio Durival de Britto e Silva, Curitiba |                                       |
|                            | Juliana Sierra 16' · Liana Salazar 40' |     |         | Árbitro(s): Zulma Quiñonez (Paraguay)       | Árbitro(s): Zulma Quiñonez (Paraguay) |

| 23 de enero de 2012, 18:10 | Chile                                                             | 4:0 | Venezuela | Estadio Durival de Britto e Silva, Curitiba |                                          |
|                            | Yessenia Huenteo 43' · Yanara Aedo 46' · Jetzabeth Zepeda 5', 35' |     |           | Árbitro(s): Alejandra Trucidos (Uruguay)    | Árbitro(s): Alejandra Trucidos (Uruguay) |

| 25 de enero de 2012, 16:00 | Ecuador                  | 1:3 | Chile                                                           | Estadio Durival de Britto e Silva, Curitiba |                                   |
|                            | Ligia Moreira 55' (pen.) |     | Jetzabeth Zepeda 32' · Yanara Aedo 54' · Bárbara Santibáñez 82' | Árbitro(s): Melany Bermejo (Perú)           | Árbitro(s): Melany Bermejo (Perú) |

| 25 de enero de 2012, 18:10 | Venezuela             | 1:3 | Argentina                                          | Estadio Durival de Britto e Silva, Curitiba |  |
|                            | Marialba Zambrano 10' |     | Florencia Bonsegundo 31' · Betina Soriano 40', 43' |                                             |  |

| 27 de enero de 2012, 16:00 | Colombia           | 1:0 | Chile | Estadio Durival de Britto e Silva, Curitiba |                                       |
|                            | Magali Pereira 36' |     |       | Árbitro(s): Regildenia Moura (Brasil)       | Árbitro(s): Regildenia Moura (Brasil) |

| 27 de enero de 2012, 18:10 | Argentina                                                                                  | 4:2 | Ecuador                                     | Estadio Durival de Britto e Silva, Curitiba |                                          |
|                            | Mariana Larroquette 11' · Ruth Bravo 27' · Florencia Bonsegundo 35' · María Luz Tesuri 90' |     | Mayra Olvera 41' · Ligia Moreira 49' (pen.) | Árbitro(s): Alejandra Trucidos (Uruguay)    | Árbitro(s): Alejandra Trucidos (Uruguay) |

| 29 de enero de 2012, 16:00 | Venezuela             | 1:0 | Colombia | Estadio Durival de Britto e Silva, Curitiba |                                      |
|                            | Crisbelis Abraham 32' |     |          | Árbitro(s): Sirley Cornejo (Bolivia)        | Árbitro(s): Sirley Cornejo (Bolivia) |

| 29 de enero de 2012, 18:10 | Chile                                  | 2:3 | Argentina                                              | Estadio Durival de Britto e Silva, Curitiba |                                   |
|                            | Yessenia Huenteo 27' · Gisela Pino 66' |     | Betina Soriano 3', 46' · Noelia Espíndola 90+5' (pen.) | Árbitro(s): Melany Bermejo (Perú)           | Árbitro(s): Melany Bermejo (Perú) |

### Fase final
En la etapa final, jugarán los cuatro (4) equipos clasificados en la etapa preliminar, con el mismo sistema de juego, por el sistema de todos contra todos, a una sola rueda de partidos, debiendo cada equipo jugar un partido contra los demás componentes de su grupo.
| Equipo    | Pts | PJ | PG | PE | PP | GF | GC | Dif |
| --------- | --- | -- | -- | -- | -- | -- | -- | --- |
| Brasil    | 9   | 3  | 3  | 0  | 0  | 11 | 0  | +11 |
| Argentina | 4   | 3  | 1  | 1  | 1  | 5  | 5  | 0   |
| Colombia  | 3   | 3  | 1  | 0  | 2  | 3  | 5  | -2  |
| Paraguay  | 1   | 3  | 0  | 1  | 2  | 3  | 12 | -9  |

| 1 de febrero de 2012, 18:00 | Argentina                               | 2:2 | Paraguay                          | Estadio Germano Kruger, Ponta Grossa    |                                         |
|                             | Yael Oviedo 32' · Gabriela Iribarne 73' |     | Ana Fleitas 20' · Liza Larrea 48' | Árbitro(s): Yercinia Correa (Venezuela) | Árbitro(s): Yercinia Correa (Venezuela) |

| 1 de febrero de 2012, 20:10 | Brasil        | 1:0 | Colombia | Estadio Germano Kruger, Ponta Grossa |                                   |
|                             | Thaisinha 30' |     |          | Árbitro(s): Melany Bermejo (Perú)    | Árbitro(s): Melany Bermejo (Perú) |

| 3 de febrero de 2012, 18:00 | Argentina                                     | 3:1 | Colombia                 | Estadio Durival de Britto e Silva, Curitiba |                                          |
|                             | Noelia Espíndola 7' · Betina Soriano 17', 71' |     | Yoreli Rincón 14' (pen.) | Árbitro(s): María Belén Carvajal (Chile)    | Árbitro(s): María Belén Carvajal (Chile) |

| 3 de febrero de 2012, 20:10 | Brasil                                                                                        | 8:0 | Paraguay | Estadio Durival de Britto e Silva, Curitiba |                                      |
|                             | Thaisinha 10' · Ketlen 27', 42' · Glaucia 37' · Tayla 53' · Lucimara 67', 90+2' · Giovana 81' |     |          | Árbitro(s): Sirley Cornejo (Bolivia)        | Árbitro(s): Sirley Cornejo (Bolivia) |

| 5 de febrero de 2012, 16:00 | Paraguay          | 1:2 | Colombia                                        | Estadio Couto Pereira, Curitiba   |                                   |
|                             | Noelia Cuevas 59' |     | María Fernanda González 42' · Yoreli Rincón 72' | Árbitro(s): Betty Tobar (Ecuador) | Árbitro(s): Betty Tobar (Ecuador) |

| 5 de febrero de 2012, 18:10 | Brasil                            | 2:0 | Argentina | Estadio Couto Pereira, Curitiba                                        |                                                                        |
|                             | Ketlen 52' · Thaisinha 71' (pen.) |     |           | Asistencia: 5000 espectadores Árbitro(s): Alejandra Trucidos (Uruguay) | Asistencia: 5000 espectadores Árbitro(s): Alejandra Trucidos (Uruguay) |

| Bandera de Brasil |
| Campeón           |
| Brasil            |
| 5.º título        |

## Tabla general de posiciones
A continuación se muestra la tabla general de posiciones:
| Pos. | Equipo    | Pts | PJ | PG | PE | PP | GF | GC | Dif. | Efect. |
| ---- | --------- | --- | -- | -- | -- | -- | -- | -- | ---- | ------ |
| 1    | Brasil    | 21  | 7  | 7  | 0  | 0  | 28 | 1  | +27  | 100%   |
| 2    | Argentina | 13  | 7  | 4  | 1  | 2  | 15 | 11 | +4   | 61,90% |
| 3    | Colombia  | 12  | 7  | 4  | 0  | 3  | 7  | 6  | +1   | 57,14% |
| 4    | Paraguay  | 8   | 7  | 2  | 2  | 3  | 9  | 15 | -6   | 38,10% |
| 5    | Chile     | 6   | 4  | 2  | 0  | 2  | 9  | 5  | 4    | 50%    |
| 6    | Uruguay   | 6   | 4  | 2  | 0  | 2  | 5  | 12 | -7   | 50%    |
| 7    | Ecuador   | 3   | 4  | 1  | 0  | 3  | 6  | 11 | -5   | 25%    |
| 8    | Venezuela | 3   | 4  | 1  | 0  | 3  | 4  | 10 | -6   | 25%    |
| 9    | Bolivia   | 2   | 4  | 0  | 2  | 2  | 2  | 4  | -2   | 16,67% |
| 10   | Perú      | 1   | 4  | 0  | 1  | 3  | 1  | 11 | -10  | 8,33%  |

## Clasificados aJapón 2012
| Brasil | Argentina |
| ------ | --------- |